# Selenophorus lucidulus
Selenophorus lucidulus är en skalbaggsart som beskrevs av Pierre François Marie Auguste Dejean. Selenophorus lucidulus ingår i släktet Selenophorus och familjen jordlöpare. Inga underarter finns listade i Catalogue of Life.